# Стетцель, Жан
Жан Стетцель (или Стецель; фр. Jean Stoetzel; 23 апреля 1910, Сен-Дье-де-Вож, Вогезы, Франция — 21 февраля 1987, Булонь-Бийанкур, О-де-Сен, Франция) — французский социолог.

## Биография
Имел эльзасское и лотарингское происхождение.
Учился в Лицее Людовика Великого, в подготовительном классе для поступления в высшие школы
В 1932 году поступил в Высшую нормальную школу в Париже.
В 1938 году посетил Колумбийский университет в Нью-Йорке. Во время своего визита познакомился с методами проведения социологических опросов, придуманными американцем Джорджем Гэллапом.
По возвращении во Францию основал Французский институт общественного мнения, который первым во Франции начал проводить социологические опросы. Среди задаваемых вопросов были отношение к политике премьер-министра Эдуар Даладье по сдерживанию «германской угрозы», мнение об уменьшении рождаемости и другие. Несмотря на грубость используемых методов, Стетцель выявил сдвиг общественного мнения вправо.
Во время Второй мировой войны был офицером связи с британской армией, участвовал в Битве при Дюнкерке, потом вернулся в оккупированную Францию и преподавал в средней школе философию.
В 1943 году защитил докторскую степень. В 1943—1955 годах был профессором социологии в Университете Бордо, в 1955—1978 годах — профессором социальной психологии в Парижском университете.
В 1977 году был избран членом Академии моральных и политических наук.